# Nanawa
Nanawa, conosciuta anche con il vecchio nome di Puerto Elsa, è un centro abitato del Paraguay, situato nel dipartimento Presidente Hayes; la località forma uno degli 8 distretti del dipartimento. 

## Popolazione
Al censimento del 2002 Nanawa contava una popolazione urbana di 4.830 abitanti. Il distretto, il meno esteso del Paraguay, non possiede zona rurale. 

## Caratteristiche
Nanawa, anticamente chiamata Puerto Elsa, si trova nel territorio compreso tra due fiumi: il Pilcomayo, confine tra il Paraguay e l'Argentina e il Paraguay. Le principali attività economiche sono il commercio e l'agricoltura.